# L'Ami de mon fils
Pour plus de détails, voir Fiche technique et Distribution.
L'Ami de mon fils est un téléfilm de Marion Sarraut diffusé en 1997 sur TF1. Le film est sorti en DVD en février 2015.

## Synopsis
Martin, 20 ans, est étudiant en droit. Depuis la mort de son père, disparu dans un accident de voiture, il vit avec sa mère Louise et fréquente Lisa, étudiante aux Beaux-Arts. Par elle, il a connu Stanislas, artiste-peintre qui y donne des cours. 
Martin et Stanislas se lient d'une amitié intense. À 10 ans, Stanislas, entraîné par sa mère, a quitté son pays natal, la Russie, laissant derrière lui un père qui avait choisi de rester. Entre ces deux garçons en mal de présence paternelle est née une relation exclusive, qui en agace certains et en intrigue d'autres. Sensible aux changements qui se sont opérés chez Martin depuis sa rencontre avec Stanislas, Louise lui fait part de son envie de connaître le jeune homme.
Au cours du traditionnel déjeuner dominical où sont réunis la grand-mère et un couple d'amis, Stanislas fait irruption, désireux de s'excuser pour quelques mots malheureux qu'il a eu envers Martin le matin même. Pour ce faire, il s'y prend d'une façon peu commune, entre hommes. En aparté, les deux amis vont dans un coin du jardin, et Stanislas se met à genoux devant Martin pour lui demander pardon, sous les yeux de tout le monde, puis lui offre une rose. 
L'arrogance et la séduction naturelle de Stanislas ne laissent pas Louise indifférente. Quant à Stanislas, il est visiblement sous le charme de la mère de son meilleur ami. Cependant après le déjeuner, Louise s'interroge sur la scène du pardon, et elle demande à Stanislas s'il est amoureux de Martin. Il lui répond : non, je ne suis pas amoureux. Et ajoute : enfin pas de Martin.
Comme une sorte de "fil rouge", dès le début de leur histoire, Louise parle à Stanislas de L'aigle à deux têtes, la pièce de Jean Cocteau dont le héros porte le même prénom que lui.
L'amour qui va naître entre Louise et Stanislas sera source de problèmes avec leur entourage, en raison de leur différence d'âge. Louise, professeur de Français dans un lycée fera même l'objet de commérages, ses collègues s'interrogeant sur sa relation avec ce jeune professeur des Beaux-Arts. Louise et Stanislas feront tout pour garder leur relation secrète, afin d'épargner Martin, en vain... 

## Fiche technique
- Réalisateur : Marion Sarraut
- Scénario : Sylvie Bailly et Catherine Borgella
- Adaptation et dialogues : Jean-Luc Seigle

## Distribution
- Mireille Darc : Louise
- Robert Plagnol : Stanislas
- Grégori Baquet : Martin
- Alain Doutey : Gilbert
- Nathalie Nerval : Marthe
- Laurence Lerel : Lisa
- Manuela Gourary : Svetlana
- Cécile Laligan : Éliane
- Catherine Epars : Jocelyne